# Passiflora trifasciata
Passiflora trifasciata är en passionsblomsväxtart som beskrevs av Lem.. Passiflora trifasciata ingår i släktet passionsblommor, och familjen passionsblomsväxter. Inga underarter finns listade i Catalogue of Life.